# 580年代
| 千纪： | 1千纪                                                                                  |
| 世纪： | 5世纪 \| 6世纪 \| 7世纪                                                                |
| 年代： | 550年代 \| 560年代 \| 570年代 \| 580年代 \| 590年代 \| 600年代 \| 610年代              |
| 年份： | 580年 \| 581年 \| 582年 \| 583年 \| 584年 \| 585年 \| 586年 \| 587年 \| 588年 \| 589年 |

580年代是指580年至589年的十年。

## 大事记
- 拜占庭—薩珊戰爭 (572年—591年)

## 逝世
- 6月8日——宇文贇，北周武帝宇文邕長子，北周第四代皇帝，迎娶隋國公楊堅的長女楊麗華，諡為北周宣帝。
- 尉遲迥，北周太祖宇文泰的外甥，爵封蜀國公，官拜相州（今河南安陽）總管。
- 韋孝寬，南北朝時期北魏、西魏、北周的軍事家、戰略家。